# 1951 en Grèce
Chronologie de la Grèce
- 1947
- 1948
- 1949
- 1950
- 1951
- 1952
- 1953
- 1954
- 1955

Cette page concerne les évènements survenus en 1951 en Grèce  :

## Évènement
- février : Mariám Soulakiótis, surnommée par la presse la femme Raspoutine, tueuse en série active de 1939 à 1951, est inculpée pour homicide, fraude, falsification de testament, chantage et torture.
- 7 avril : Recensement de la Grèce
- 9 septembre : Élections législatives grecques de 1951 (en)

## Sortie de film
- La Louve
- Les Quatre Marches
- Pain amer
- Ville morte

## Sport
- Championnat panhellénique (1950-1951) (en)
- Coupe de Grèce de football (1950-1951) (en)
- Coupe de Grèce de football (1951-1952) (en)

## Création
- Institut hellénique d'études byzantines et post-byzantines à Venise (en)
- Rallye grec (en), parti politique.
- Société d'études historiques crétoises (en)
- TAE (en), compagnie aérienne.
- Tehni Association d'art macédonien (Thessalonique) (en)
- Union de la gauche démocratique

Clubs de football
- Association des clubs de football de Phthiotis (en)
- Doxa Kato Kamila FC (en)
- P.O. Atsaleniou (en)
- Polykastro F.C. (en)
- Serres F.C. (en)

## Naissance
- Alékos Alavános, personnalité politique.
- Háris Alexíou, chanteuse.
- Ánthimos Kapsís, footballeur.
- Geórgios Mavríkos, syndicaliste et personnalité politique.
- Prokópis Pavlópoulos, Président de la République hellénique.
- Stávros Saráfis, footballeur.
- Dimítrios Stamátis, personnalité politique.
- Nikólaos Syrmalénios, personnalité politique.
- Vassilikí Thánou-Christophílou, magistrate et Première ministre.

## Décès
- Georges Oikonomos, archéologue.
- Ángelos Sikelianós, poète.